# Greisengesicht
Das Greisengesicht (Centurio senex) ist die einzige Art der Fledermausgattung Centurio aus der Gruppe der Fruchtvampire (Stenodermatinae) innerhalb der Blattnasen (Phyllostomidae).

## Beschreibung
Ihren Namen haben diese Fledermäuse von der einzigartigen Gestalt ihres Kopfes. Das Gesicht ist breit und unbehaart, zahlreiche Hautfalten, die vor allem die Nase und den Mund umrahmen, geben den Tieren ein greisenhaftes Aussehen. Eine weiße, bartähnliche Behaarung am Hals verstärkt noch diesen Eindruck, während das übrige Fell braun oder grau gefärbt ist. Kennzeichen sind außerdem weiße Flecken an den Schultern sowie weiße Querstreifen an den Flugmembranen, die bei Männchen deutlicher ausgeprägt sind. Greisengesichter haben kein Nasenblatt, die Nase ist sogar äußerst klein, dafür sind die Augen verhältnismäßig groß. Die Ohren sind länglich und gelb gefärbt. Greisengesichter erreichen eine Kopfrumpflänge von 55 bis 70 Millimetern und ein Gewicht von 17 bis 28 Gramm.

## Verbreitung und Lebensraum
Greisengesichter leben in Mittel- und dem nördlichen Südamerika, ihr Verbreitungsgebiet erstreckt sich von Mexiko bis Venezuela und schließt auch die Inseln Trinidad und Tobago mit ein. Ihr Lebensraum sind in erster Linie Wälder, sowohl Regen- als auch trockene Wälder, meist in Höhen unter 1000 Metern.

## Lebensweise
Diese Fledermäuse sind nachtaktiv, vor allem zwischen der Abenddämmerung und Mitternacht begeben sie sich auf Nahrungssuche. Tagsüber ruhen sie allein oder in kleinen Gruppen von zwei bis drei Tieren unter den Blättern der Bäume. Diese Gruppen sind außerhalb der Paarungszeit nach Geschlechtern getrennt. Die Nahrung der Greisengesichter besteht ausschließlich aus Früchten, wobei sie überreife Mangos, Bananen und Papaus bevorzugen.

## Fortpflanzung
Während der Paarungszeit, also zwischen Januar und August, sammeln sich die balzenden Männchen, um hockend mit Flügelschlägen und mit zwitschernden Pfeiftönen paarungsbereite Weibchen anzulocken. Hat ein Greisengesicht-Männchen das Interesse eines Weibchens geweckt, so wurde in einer Studie von Rodriguez-Herrera et al. (2020) beobachtet, dass das paarungsbereite Weibchen auf der Rückseite des Männchens landet. Sekunden später demaskiert sich dann das Männchen, in dem es die maskenartige Hautfalte vom Kinn streift und dem Weibchen dabei singend sein Gesicht zu erkennen gibt. Anschließend wechselt der Verführer seine Position, indem er um das Weibchen rotiert und sein Gesicht in die Mitte des weiblichen Rückens presst, was typisch ist für sich paarende Fledermäuse. Nach der Kopulation zieht sich das Männchen seine Hautfalte wieder über sein Kinn und wartet hockend auf das nächste Greisengesicht-Weibchen.
Wie bei den meisten Fledermäusen kommt in der Regel ein einzelnes Jungtier zur Welt.

## Bedrohung
Greisengesichter gelten als eher seltene Tiere, obwohl sie nicht zu den bedrohten Arten zählen.